# Гранадская конфедерация
Гранадская конфедерация (исп. Confederación Granadina) — название федеративной республики, созданной в 1858 году после внесения изменений в конституцию Республики Новая Гранада. В 1863 году после нового изменения конституции была переименована в Соединенные Штаты Колумбии.

## История

Гранадская конфедерация в 1858 г.

Централистская структура, сложившаяся в Республике Новая Гранада после принятия конституции 1843 года, была быстро расшатана сепаратистскими устремлениями некоторых регионов страны, особенно тех, которые находятся далеко от столицы, таких как провинция Панама.
В 1853 году в Республике Новая Гранада была принята Конституция, открывшая двери для превращения централизованного государства в федерацию. 27 февраля 1855 года внутри Республики Новая Гранада появился первый федеральный штат — Суверенный штат Панама. 11 июня 1856 года её примеру последовала Антьокия, а 13 мая 1857 года — Сантандер. Чтобы предотвратить развал Новой Гранады, конгресс 15 июня 1857 года принял закон, в соответствии с которым были созданы штаты Боливар, Бояка, Каука, Кундинамарка и Магдалена. В 1858 году было созвано учредительное собрание с консервативным большинством, которое переименовало страну в Гранадскую Конфедерацию (исп. Confederación Granadina) со столицей в Тунха и разработало новую, более федеральную конституцию. Должность вице-президента упразднена и введено всеобщее прямое избирательное право, а президент избирался конгрессом сроком на 4 года.
Эта новая организация существенно ослабила центральную власть и не предотвратила конфликты между штатами. Вмешательство центрального правительства в сферы компетенции штатов вызывало многочисленные разногласия с либералами, которые считали, что штатам по-прежнему не хватает автономии.
8 апреля 1859 года конгресс принял закон, в соответствии с которым президент получил право смещать губернаторов штатов и назначать их по своему выбору. Закон от 10 мая 1859 года дал президенту право создавать в штатах Административные департаменты, контролирующие расходование ресурсов штатов. Либералы объявили эти законы неконституционными, и в 1860 году разразилась гражданская война, которая завершилась в 1862 году, когда видный либерал, экс-президент Новой Гранады генерал Томас Сиприано де Москера арестовал президента конфедерации, объявил президентом себя, перенёс столицу в Боготу и назначил временное правительство. В 1863 году были образованы Соединённые Штаты Колумбии.
4 февраля 1863 году состоялся съезд в Рионегро. Результатом стала новая конституция, которая утвердила изменение названия страны и перераспределила полномочия между центральным правительством и федеративными штатами в пользу последних.